# タブマンバーグ
タブマンバーグ（Tubmanburg）は、リベリアの都市。

## 概要
ボミ（Bomi）と呼ばれることもあり、また以前はヴァイ・タウン（Vai town）とも呼ばれていた。人口は13144人（2008年）。リベリア西部に位置し、ボミ郡の州都である。首都モンロビアの北西に位置し、ボミヒルズのふもとにある。住民はヴァイ人が多い。市の名はリベリアの大統領ウィリアム・V・S・タブマンの名に因んでいる。タブマン大統領は、ボミヒルズでの鉄鉱石の採掘権を鉄鉱会社の調査及び開発を売り込み、交渉の末、アメリカ資本の鉄鉱会社を中心にこの地域での鉄鉱石の開発が始まった。

## 歴史
鉄鉱石やダイヤモンドの鉱山があったが、リベリア内戦によって破壊されてしまった。第1次リベリア内戦では、民主リベリア統一解放戦線（ULIMO）の本拠地となり、URIMO分裂後はULIMOジョンソン派（ULIMO-J）の本拠となった。第2次リベリア内戦では、セクー・コネ率いる反チャールズ・テーラー大統領の武装勢力であるリベリア民主和解連合(Liberians United for Reconciliation and Democracy、LURD）の本拠地が置かれていた。